# 草湖牧场
草湖牧场，是中华人民共和国新疆维吾尔自治区阿克苏地区库车市下辖的一个类似乡级单位。

## 行政区划
草湖牧场下辖以下地区：
虚拟牧场村。